# Bundesautobahn 117
Die Bundesautobahn 117 (Abkürzung: BAB 117) – Kurzform: Autobahn 117 (Abkürzung: A 117), auch Zubringer Treptow genannt – ist eine Bundesfernstraße im Südosten der Bundeshauptstadt Berlin, die die Bundesstraße 96a mit der Bundesautobahn 113 verbindet.

## Beschreibung
Die Autobahn wurde am 6. Oktober 1962 in der DDR als Verbindung zwischen dem Dreieck Treptow und dem Autobahnkreuz Schönefeld eröffnet. Nach der deutschen Wiedervereinigung wurde die gesamte Strecke zur A 113. Im Jahr 1992 begann eine umfangreiche Neuplanung. Am neu zu bauenden Waltersdorfer Dreieck wurde eine Trasse nach Neukölln projektiert, um den Südosten Berlins beiderseits des ehemaligen Mauerverlaufs besser an das Autobahnnetz des Umlandes anzubinden. Diese Trasse sollte der neue Streckenverlauf der A 113 werden.
Mit der Eröffnung des Teilabschnitts der A 113 zwischen dem Waltersdorfer Dreieck und der Anschlussstelle Adlershof am 23. Mai 2008 wurde die bis dahin bestehende Lücke zwischen dem nördlichen und südlichen Abschnitt der A 113 geschlossen. Für den vormaligen Teilabschnitt zwischen dem Dreieck Treptow und dem Waltersdorfer Dreieck wurde die Bezeichnung A 117 neu vergeben. Mit der Neunummerierung wurde die Anschlussstelle Berlin-Grünau in Waltersdorf umbenannt, die in das Dreieck Waltersdorf integriert ist. Südlich dieser Anschlussstelle folgt der Straßenverlauf einer neuen Streckenführung zum Waltersdorfer Dreieck, das sich westlich des Friedhofs von Waltersdorf befindet. Die alte Streckenführung trennte den Ort Waltersdorf von seinem Friedhof.
Gleichzeitig wurde die Strecke der Bundesstraße 179 zwischen Waltersdorf und der Anschlussstelle Königs Wusterhausen an der A 10 zur Landstraße 400 herabgestuft.
Das Waltersdorfer Dreieck ist eine Mischform aus einem Autobahndreieck und einer Autobahngabelung. Von der A 117 kommend ist zwar ein Abbiegen auf die A 113 in Richtung Dreieck Neukölln und der Berliner Innenstadt möglich. Befährt man allerdings die A 113 in Richtung Autobahnkreuz Schönefeld, kann nicht zur A 117 abgebogen werden.
Zwischen dem Dreieck Treptow und der Tankstelle Waldeck ist die A 117 auf einer Streckenlänge von etwa einem Kilometer nur zweistreifig. Dort überbrückt die Autobahn die Schienenanbindung des Flughafens Berlin Brandenburg an die Görlitzer Bahn. Es ist vorgesehen, südlich der Landesgrenze zwischen Berlin und Brandenburg bei Kilometer 2,351 eine neue Anschlussstelle (AS Hubertus) zu bauen und in diesem Zusammenhang die A 117 wieder durchgehend vierstreifig befahrbar zu machen. Da es bei den projektierten Kosten von rund 15 Millionen Euro keine Einigung zwischen Bund und Land gab, hat die Gemeinde Schönefeld im Februar 2017 beschlossen, den Bau selbst zu finanzieren. Im Dezember 2022 wurde mit den Rodungsarbeiten für den Bau der neuen Anschlussstelle begonnen, die Arbeiten zum Bau der Auf- und Abfahrten der Anschlussstelle starteten im vierten Quartal 2023. Mit der Fertigstellung wird Ende 2025 gerechnet.